# 51415 Tovinder
51415 Tovinder este un asteroid din centura principală de asteroizi.

## Descriere
51415 Tovinder este un asteroid din centura principală de asteroizi. A fost descoperit pe 15 martie 2001 la Needville de Joseph A. Dellinger și William G. Dillon. Asteroidul prezintă o orbită caracterizată de o semiaxă mare de 2,29 ua, o excentricitate de 0,14 și o înclinație de 7,3° în raport cu ecliptica.